# Acker-Senf
Der Acker-Senf (Sinapis arvensis) oder Ackersenf, Falscher Hederich oder Wilder Senf ist eine Pflanzenart aus der Gattung der Senfe (Sinapis) innerhalb der Familie der Kreuzblütengewächse (Brassicaceae). Sie wird schon lange genutzt und war schon in der Bronzezeit ein häufiges „Unkraut“.

## Beschreibung

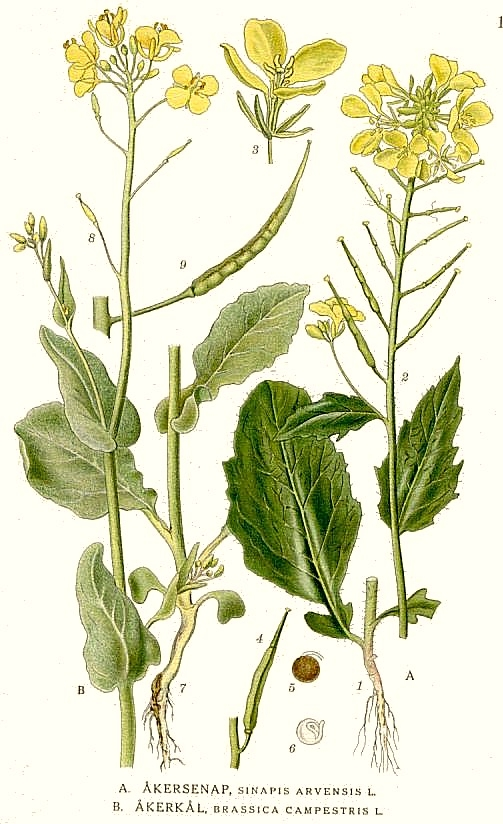
Acker-Senf (Sinapis arvensis) rechts dargestellt, links Rübsen (Brassica rapa)

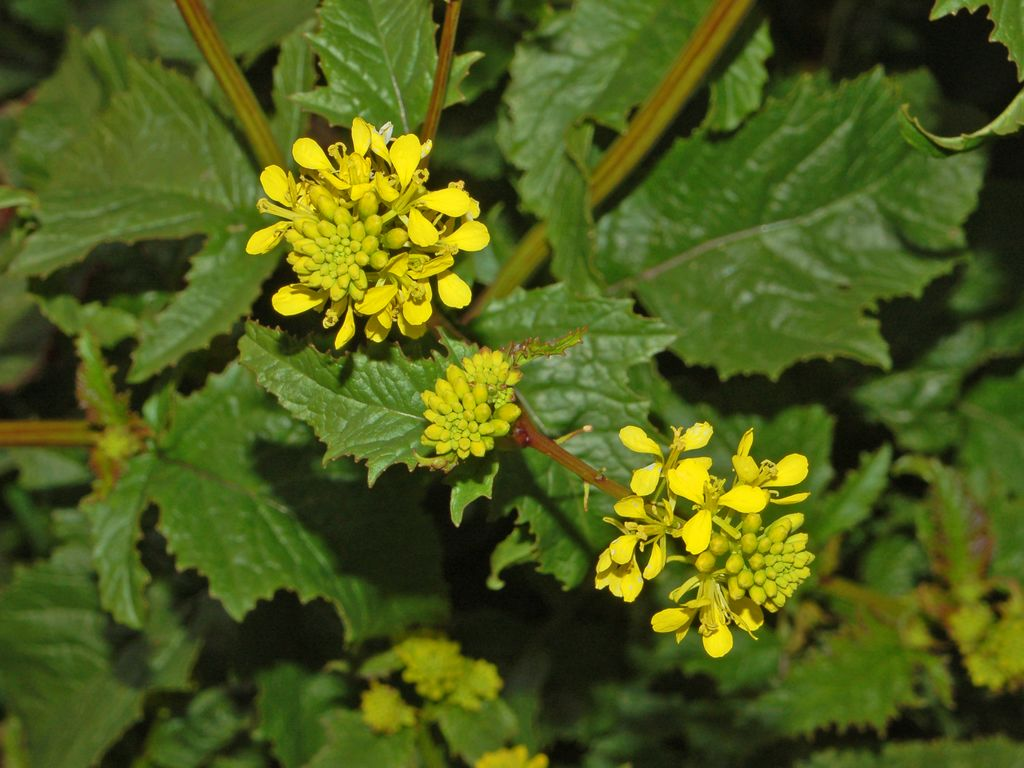
Blühender Acker-Senf

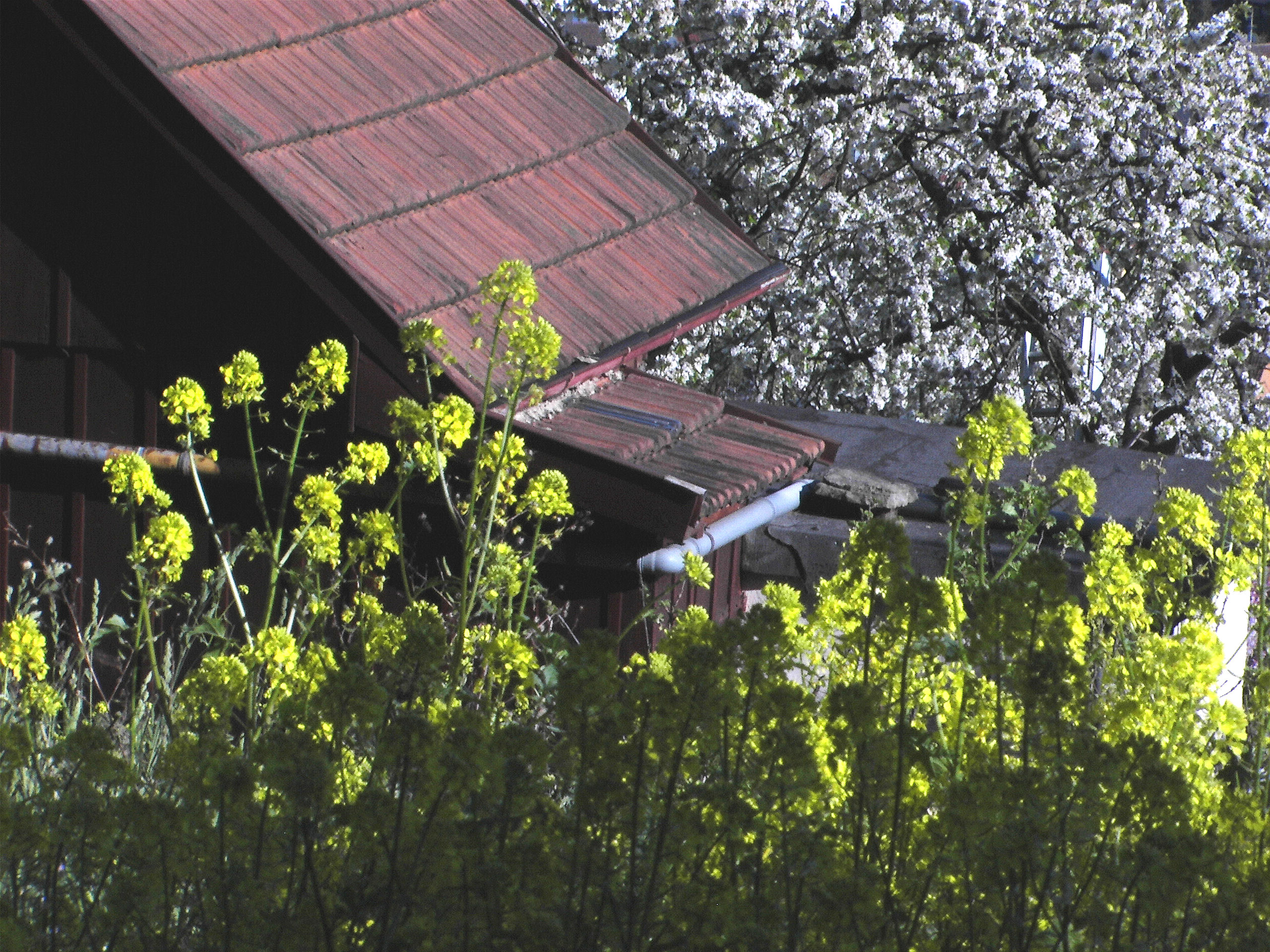
Acker-Senf vor einem blühenden Kirschbaum

### Vegetative Merkmale
Der Acker-Senf ist eine einjährige krautige Pflanze, die Wuchshöhen von 20 bis 60 Zentimeter erreicht. Der Stängel ist aufrecht, kantig gefurcht, meist ästig und im unteren Teil abstehend behaart.
Die unteren Laubblätter sind mit dem Stiel bis zu 20 Zentimeter lang und 6 Zentimeter breit, sind stark gegliedert bis leierförmig gefiedert mit einem großen Endabschnitt. Sie sind mehr oder weniger borstig behaart. Die oberen Blätter sind kleiner, im Mittel etwa 5 Zentimeter lang und 2 Zentimeter breit; sie sind kurz gestielt oder sitzend, eiförmig oder länglich, meist ungeteilt und scharf und unregelmäßig gezähnt.

### Generative Merkmale
Die Blütezeit reicht von Mai bis Oktober. Die Blütenstände sind endständige Trauben, die zunächst halbkugelig-doldentraubig sind, sich aber beim Abblühen strecken und locker werden. Die Blütenstiele sind dünn, kahl oder borstig behaart.
Die zwittrige Blüte ist radiärsymmetrisch und vierzählig. Die vier waagerecht abstehenden Kelchblätter sind bei einer Länge von 5 bis 6 Millimetern sowie einer Breite von 2,5 bis 3 Millimetern elliptisch und meist kahl. Die Kronblätter sind fast doppelt so lang wie der Kelch. Die vier schwefel-gelben Kronblätter sind 5 bis 6 Millimeter lang und 4 Millimeter breit. Die rundlich verkehrt-eiförmige Platte ist am Grund plötzlich zusammengezogen in einen sehr schlanken Nagel. Die Blüte besitzt sechs lange Staubblätter, wovon sich zwei außen und vier innen befinden.

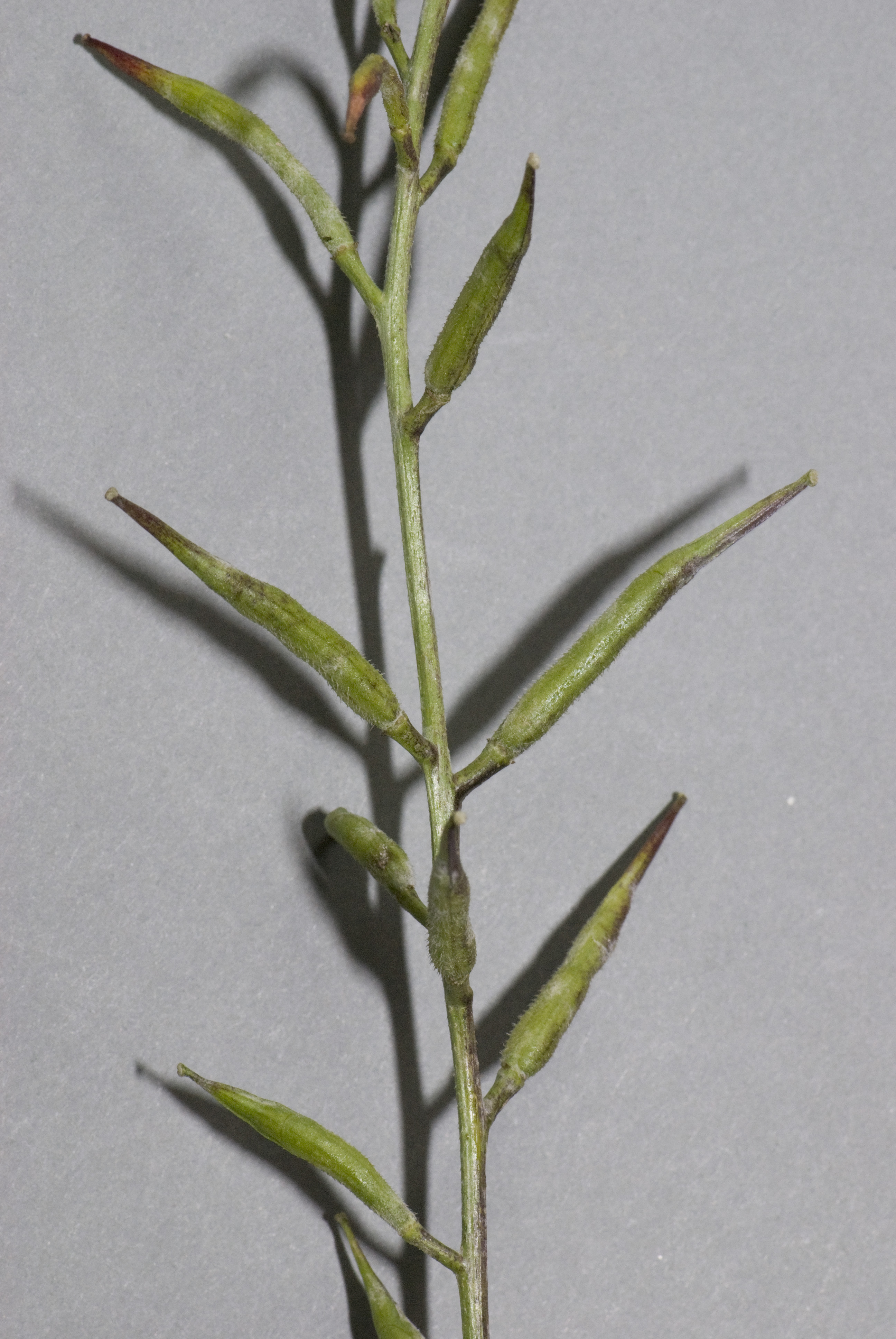
Fruchtstand

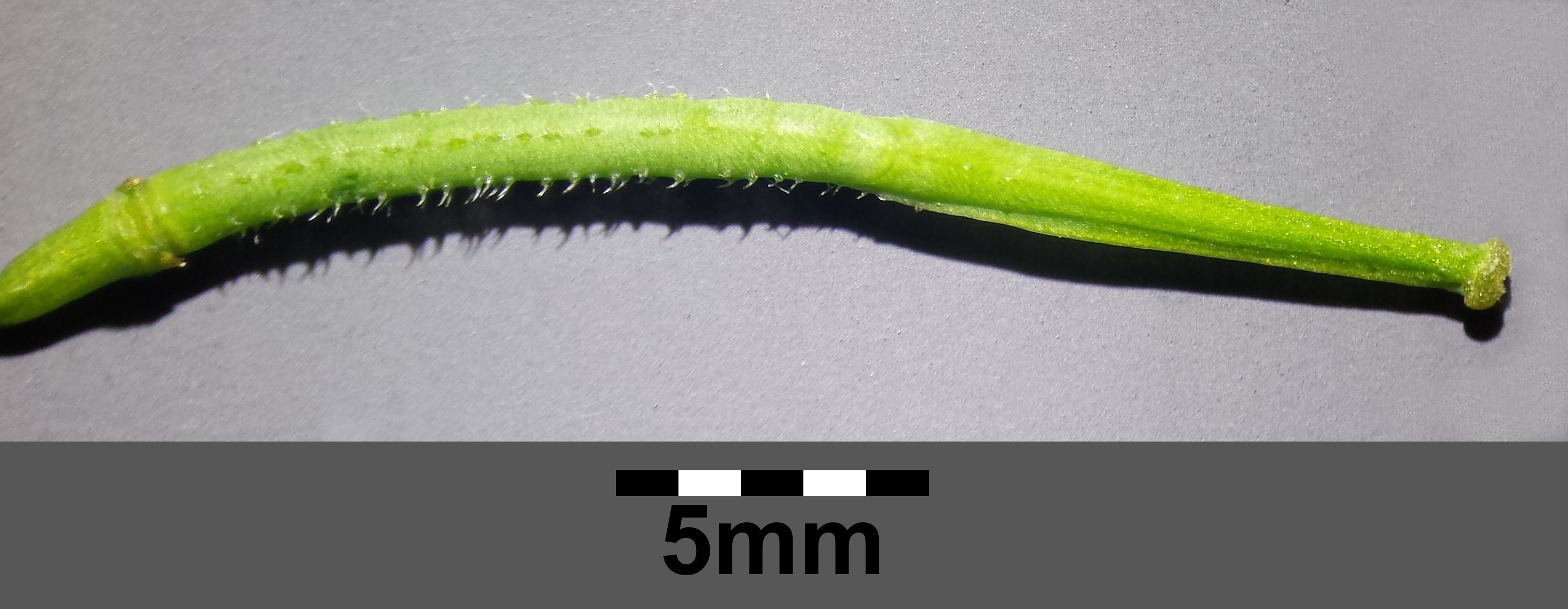
Schote mit nach hinten gerichteten Haaren

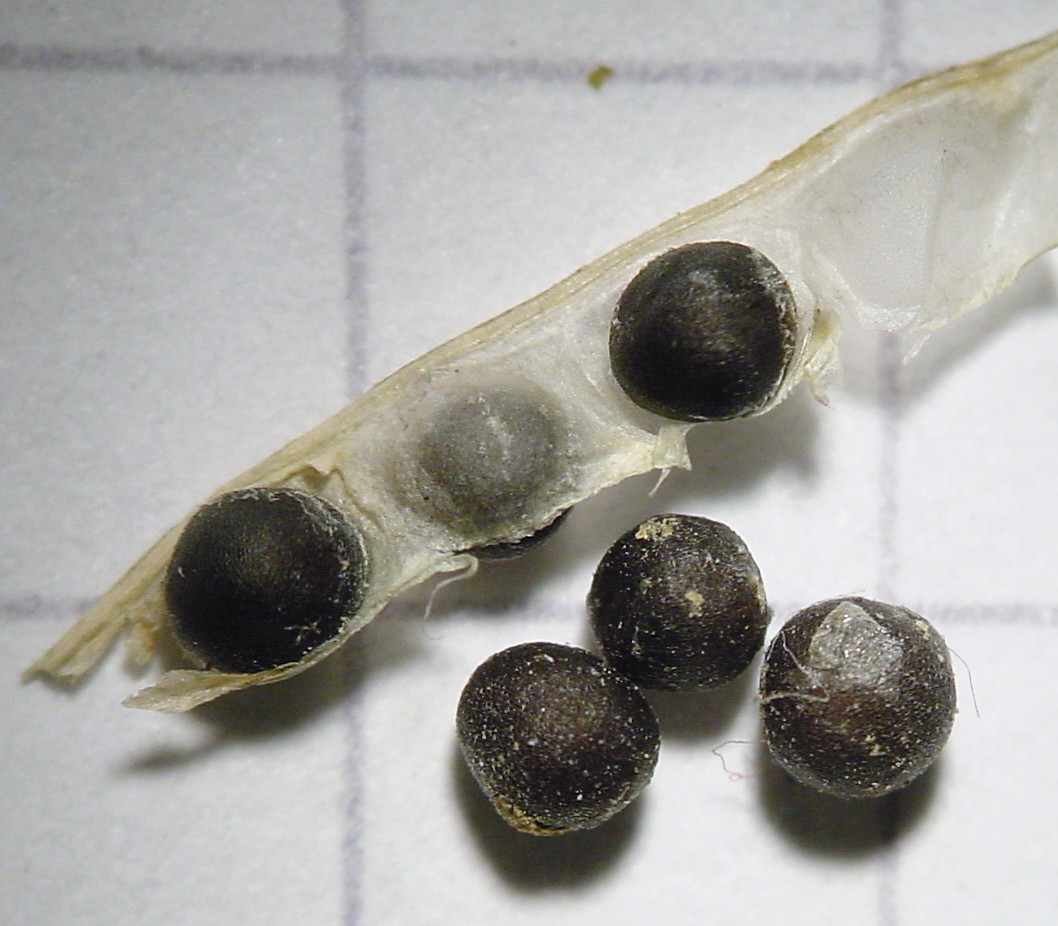
Samenkörner des Acker-Senfs

Die Schote ist kahl, stielrund und etwas perlschnurartig eingeschnürt mit 8 bis 13 Samen in zwei Fächern und drei bis fünf geraden, starken Nerven auf jeder Fruchtklappe. Sie ist 2,5 bis 4 Zentimeter lang und 2,5 bis 3 Millimeter dick. Die Schote läuft in einen 1 bis 1,5 cm langen, fast runden, geraden Schnabel aus. Der Stiel der Schote ist aufrecht oder mehr oder weniger abstehend und 4 bis 7 Millimeter lang. Die schwarzen Samen sind bei einem Durchmesser von 1 bis 1,3 Millimetern kugelig. Die Samenschale ist dunkelrot oder schwärzlich-braun fast glatt und verschleimt bei Benetzung stark.
Die Chromosomenzahl beträgt 2n = 18.

## Vorkommen
Der Acker-Senf ist ein Archäophyt und wurde mit dem Ackerbau aus dem Mittelmeerraum in die nördlichen Regionen Europas eingeschleppt. Sein Heimatgebiet ist Europa, Asien und Nordafrika. In den gemäßigten Zonen ist er darüber hinaus weltweit verbreitet.
Der Acker-Senf kommt verbreitet in Unkraut-Fluren, auf Brachen, an Wegen und Schuttplätzen vor. Er bevorzugt nährstoff- und basenreiche Böden, ist ein Lehmzeiger und tritt oft in großen Gruppen auf. Er gedeiht in Mitteleuropa in Gesellschaften der Verbände Caucalidion, Aperion, Fumario-Euphorbion oder Sisymbrion. Er gedeiht in Deutschland in einem Boden mit pH-Wert 6,4 bis 7,7.
Nach Ellenberg ist er eine Halblichtpflanze, ein Mäßigwärmezeiger und eine Klassencharakterart der Getreide-Beikrautfluren (Secalietalia). Acker-Senf wächst in der Ebene und im Gebirge bis 1000 m Höhe, nach Erich Oberdorfer sogar bis 1230 m Höhe. Am Riffelberg bei Zermatt wurde die Art sogar in 2565 Meter beobachtet.
Die ökologischen Zeigerwerte nach Landolt et al. 2010 sind in der Schweiz: Feuchtezahl F = 3 (mäßig feucht), Lichtzahl L = 4 (hell), Reaktionszahl R = 4 (neutral bis basisch), Temperaturzahl T = 4 (kollin), Nährstoffzahl N = 4 (nährstoffreich), Kontinentalitätszahl K = 3 (subozeanisch bis subkontinental).

## Systematik
Je nach Autor gibt es etwa zwei Unterarten von Sinapis arvensis (Syn.: Brassica kaber var. pinnatifida (Stokes) L.C.Wheeler):
- Sinapis arvensis L. subsp. arvensis
- Sinapis arvensis subsp. allionii (Jacq.) Baillarg.: Sie kommt nur in Ägypten vor.[3]

## Ökologie
Der Acker-Senf ist sommerannuell und wurzelt über einen Meter tief.
Seine Blüten sind homogame bis vorweibliche „Nektar führende Scheibenblumen“. Sie haben eine Lebensdauer von zwei Tagen. Der Kelch steht an den geöffneten Blüten ab, weshalb der Nektar offen dargeboten wird. Die Pollen spendende Seite der Staubbeutel weist zur Reife nach oben. Die gelben Kronblätter besitzen, außer im zentralen Teil, eine hohe UV-Reflexion. Bestäuber sind Käfer, Bienen, Fliegen und Schmetterlinge. Er ist eine gute Bienenweide. Selbstbestäubung ist aber häufig.
Die Früchte sind Schoten mit einem samenfreien oberen Abschnitt. Sie öffnen sich durch Austrocknung selbst. Die Art ist ein Selbst-, Wind- und Tierstreuer. Durch Menschenausbreitung ist sie zum Kulturbegleiter geworden. Die kugeligen Samen besitzen eine Samenschale, die bei Feuchtigkeit schleimig aufquillt. Dadurch findet auch Klebverbreitung statt. Kräftige Exemplare können bis zu 25.000 Samen erzeugen. Die Samen sind lange Jahre keimfähig, kommen aber nur nahe der Bodenoberfläche zur Keimung. Die Samen behalten ihre Keimfähigkeit im Boden 25 bis 50 Jahre. Sie können auch durch zehnjähriges Umpflügen kaum entfernt werden.
Stechend riechende, scharfe Senföle schützen verwundete Pflanzen vor Pilzbefall und Pflanzenfressern. Die Raupen der Kohlweißlinge bevorzugen jedoch Pflanzen mit Senfölen, die auch in den erwachsenen Schmetterlingen noch nachweisbar sind und die Raupen vor Fressfeinden schützen. Unter den Senfölen ist Sinigrin nachgewiesen. Der Gehalt an ätherischen Senfölen ist nur wenig geringer als beim Schwarzen Senf (Brassica nigra).
Die Samen sind giftig für Vögel.
Die Asche der Pflanzenteile ist reich an Kalium, Kalzium, Phosphor und Magnesium.

## Verwendung
Die Samen können denen des Weißen Senfs (Sinapis alba) beigemischt werden. Feingehackte Blätter können als Gewürz dienen. Blütenknospen können wie Brokkoli zubereitet werden. Krautige Teile sind nach längerem Kochen als Gemüse geeignet.